# Fantastic (album)
Pour les articles homonymes, voir Fantastic.
Albums de Wham!
Make It Big
(1984)
Singles
1. Wham Rap! (Enjoy What You Do)
Sortie : juin 1982
2. Young Guns (Go for It)
Sortie : septembre 1982
3. Wham Rap! (Enjoy What You Do) (US Remix)
Sortie : janvier 1983
4. Bad Boys
Sortie : mai 1983
5. Club Tropicana
Sortie : juillet 1983

Fantastic est le premier album studio du groupe britannique Wham!, sorti le 1er juillet 1983 au Royaume-Uni.

## Liste des titres
Toutes les chansons sont écrites et composées par George Michael, exceptées celles indiquées.
| 1. | Bad Boys                      |                           | 3:19 |
| 2. | A Ray of Sunshine             |                           | 4:43 |
| 3. | Love Machine                  | Pete Moore, Billy Griffin | 3:19 |
| 4. | Wham Rap! (Enjoy What You Do) | Michael, Andrew Ridgeley  | 6:41 |

| 5. | Club Tropicana                      | 4:28 |
| 6. | Nothing Looks the Same in the Light | 5:53 |
| 7. | Come On                             | 4:24 |
| 8. | Young Guns (Go for It)              | 3:55 |

## Classements
| Classement (1983–85)          | Meilleure position |
| ----------------------------- | ------------------ |
| Australie (Kent Music Report) | 5                  |
| Pays-Bas (MegaCharts)         | 8                  |
| Japon (Oricon)                | 17                 |
| Nouvelle-Zélande (RIANZ)      | 1                  |
| Norvège (VG-lista)            | 8                  |
| Suède (Sverigetopplistan)     | 15                 |
| Suisse (Swiss Hitparade)      | 25                 |
| Royaume-Uni (UK Albums Chart) | 1                  |
| États-Unis (Billboard 200)    | 83                 |
| Allemagne (GfK Entertainment) | 7                  |